# Elio Fabri

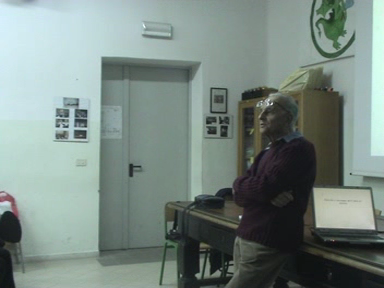
Elio Fabri

Elio Fabri (* 1930 in Rom) ist ein italienischer Physiker.
Fabri ging in Ostia und Rom zur Schule und interessierte sich früh für Mathematik und Naturwissenschaften. Als Jugendlicher war er Radiobastler. Er studierte zunächst Ingenieurwesen und dann Mathematik und Physik in Rom. 1951 erhielt er seinen Laurea-Abschluss bei Bruno Ferretti. Eine kurze Zeit arbeitete er mit Bruno Touschek und untersuchte dann Spin und Parität beim Zerfall von K-Mesonen. Dabei fand er unabhängig von Richard Dalitz das Dalitz-Diagramm (manchmal auch Dalitz-Fabri-Diagramm genannt). Mitte der 1950er Jahre ging er auf Einladung von Marcello Conversi nach Pisa, wo der erste elektronische Computer für Wissenschaftszwecke in Italien entstand (Calcolatrice Elettronica Pisana, CEP). Dabei trug er auch zur Einführung der Informatik in Pisa und allgemein an italienischen Hochschulen bei. Ab 1959 wechselte er sein Interessengebiet zur theoretischen Physik (axiomatische Quantenfeldtheorie, Gruppentheorie und Symmetrien). Später befasste er sich mit Astronomie und Physikdidaktik (speziell Relativitätstheorie, Hochschulausbildung, Physik an Gymnasien und in der Lehrerfortbildung, Verbreitung der Kurse des Physical Science Study Committee des MIT in Italien).
1966 entdeckte er zusammen mit Luigi Ettore Picasso das nach beiden benannte Fabri-Picasso-Theorem, nach dem zu gebrochenen Symmetriegruppen keine Noether-Ladungen existieren.